# Persone di cognome Dos Santos
| Questa pagina contiene informazioni ricavate automaticamente dalle voci biografiche con l'ausilio del template Bio e di un bot. L'aggiornamento è periodico e automatico e ricostruisce completamente la pagina. Se manca una persona in questa lista, sei pregato di non aggiungerla, ma accertati piuttosto che la sua voce biografica contenga il template Bio e che i dati anagrafici siano correttamente compilati. Se il template Bio manca, inseriscilo tu stesso o, in alternativa, metti l'avviso {{tmp\|Bio}} che ne segnala la mancanza. Se i dati riportati sono sbagliati, correggi direttamente la voce biografica; le modifiche saranno visibili in questa lista entro pochi giorni. Per chiarimenti vedi il progetto antroponimi. La lista contiene solo le 94 persone che sono citate nell'enciclopedia e per le quali è stato implementato correttamente il template Bio. Pagina aggiornata al 7 giu 2025. |

Questa è una lista di persone presenti nell'enciclopedia che hanno il cognome dos Santos, suddivise per attività principale.

## Allenatori di calcio(4)
- Lúcio Flávio, allenatore di calcio e ex calciatore brasiliano (Curitiba, n. 1979)
- Warley Silva dos Santos, allenatore di calcio e ex calciatore brasiliano (Sobradinho, n. 1978)
- Antônio Carlos dos Santos, allenatore di calcio e ex calciatore brasiliano (Guaíra, n. 1979)
- Marquinhos Santos, allenatore di calcio brasiliano (Santos, n. 1979)

## Arbitri di calcio(2)
- Jorge José Emiliano dos Santos, arbitro di calcio brasiliano (Rio de Janeiro, n. 1954 - Rio de Janeiro, † 1995)
- Wilson Carlos dos Santos, arbitro di calcio brasiliano (Rio de Janeiro, n. 1942 - Rio de Janeiro, † 2005)

## Arcivescovi cattolici(2)
- Airton José dos Santos, arcivescovo cattolico brasiliano (Brasópolis, n. 1956)
- Mauro Aparecido dos Santos, arcivescovo cattolico brasiliano (Fartura, n. 1954 - Cascavel, † 2021)

## Cantanti(3)
- Normando Santos, cantante, chitarrista e compositore brasiliano (Recife, n. 1932)
- Agostinho dos Santos, cantante brasiliano (San Paolo, n. 1932 - Orly, † 1973)
- Luiz Melodia, cantante, musicista e compositore brasiliano (Rio de Janeiro, n. 1951 - Rio de Janeiro, † 2017)

## Cardinali(1)
- Alexandre José Maria dos Santos, cardinale e arcivescovo cattolico mozambicano (Zavala, n. 1924 - Maputo, † 2021)

## Cestiste(2)
- Adriana Aparecida dos Santos, ex cestista brasiliana (São Bernardo do Campo, n. 1971)
- Clarissa Cristina dos Santos, cestista brasiliana (Rio de Janeiro, n. 1988)

## Cestisti(5)
- Aristides Josuel dos Santos, ex cestista brasiliano (Barueri, n. 1970)
- José Aparecido dos Santos, ex cestista brasiliano (San Paolo, n. 1946)
- Welington Reginaldo dos Santos, ex cestista brasiliano (Araraquara, n. 1981)
- Hermenegildo Santos, cestista angolano (Kilamba Kiaxi, n. 1990)
- Yago Mateus dos Santos, cestista brasiliano (Tupã, n. 1999)

## Giocatori di calcio a 5(4)
- Marco Aurélio dos Santos, ex giocatore di calcio a 5 brasiliano (San Paolo, n. 1974)
- Robinho, giocatore di calcio a 5 brasiliano (Recife, n. 1983)
- Vampeta, ex giocatore di calcio a 5 brasiliano (Maringá, n. 1984)
- Vinícius Carlos dos Santos, giocatore di calcio a 5 brasiliano (Carapicuíba, n. 1987)

## Giornalisti(1)
- José Rodrigues dos Santos, giornalista e scrittore portoghese (Beira, n. 1964)

## Imprenditrici(1)
- Isabel dos Santos, imprenditrice angolana (Baku, n. 1973)

## Maratoneti(1)
- Luíz Antônio dos Santos, maratoneta brasiliano (Volta Redonda, n. 1964 - San Paolo, † 2021)

## Multiplisti(1)
- Felipe dos Santos, multiplista brasiliano (San Paolo, n. 1994)

## Nuotatori(2)
- Nicholas Santos, nuotatore brasiliano (Ribeirão Preto, n. 1980)
- Sylvio dos Santos, nuotatore e pallanuotista brasiliano (Rio de Janeiro, n. 1935 - † 2016)

## Pallamanisti(1)
- Maik dos Santos, pallamanista brasiliano (n. 1980)

## Pallavolisti(1)
- Vinicius dos Santos, pallavolista brasiliano (n. 1986)

## Politici(1)
- José Eduardo dos Santos, politico, ingegnere e generale angolano (Luanda, n. 1942 - Barcellona, † 2022)

## Triplisti(1)
- Almir dos Santos, triplista e lunghista brasiliano (Matupá, n. 1993)

## Vescovi cattolici(1)
- António Francisco dos Santos, vescovo cattolico portoghese (Tendais, n. 1948 - Porto, † 2017)

## Senza attività specificata(1)
- Lucia dos Santos, monaca cristiana portoghese (Aljustrel, n. 1907 - Coimbra, † 2005)